# Adaílson Pereira Coelho
Adaílson Pereira Coelho, meglio noto come Abuda (São Luís, 28 marzo 1986), è un calciatore brasiliano, attaccante dell'Independente-AP.